# サウス・メルボルンFC
サウス・メルボルンFC (英: South Melbourne FC) は、オーストラリアの都市メルボルンを本拠地とするサッカークラブチームである。2006年1月1日までOFCに所属していたが、現在は他のオーストラリアのクラブチームと同じくAFCに所属している。
1999年、OFCチャンピオンズリーグの前身であるオセアニアクラブ選手権において、決勝でフィジーのクラブチームナディFCを5-1で破り優勝、これによりFIFAクラブ世界選手権2000にも出場したが結果は最下位に終わる。
2005年以降、ビクトリア州プレミアリーグ（en:Victorian Premier League）に参加している。

## タイトル

### 国内タイトル
- ナショナルサッカーリーグ:4回

1984, 1990-1991, 1997-98, 1998-99

### 国際タイトル
- オセアニアクラブ選手権 - 優勝（1999年）
- FIFAクラブ世界選手権2000 - 8位

## 歴代監督
- フェレンツ・プスカシュ 1989-1992
- アンジェ・ポステコグルー 1996-2000

## 歴代所属選手
- アラン・エドワード・デビッドソン 1978-1984
- スチュワート・バクスター 1982
- アンジェ・ポステコグルー 1984-1993
- ダミアン・モリ 1989-1990
- マイケル・ヴァルカニス 1993-1996
- クリスティアン・サーキーズ 2003-2004